# Kathedrale von Lectoure

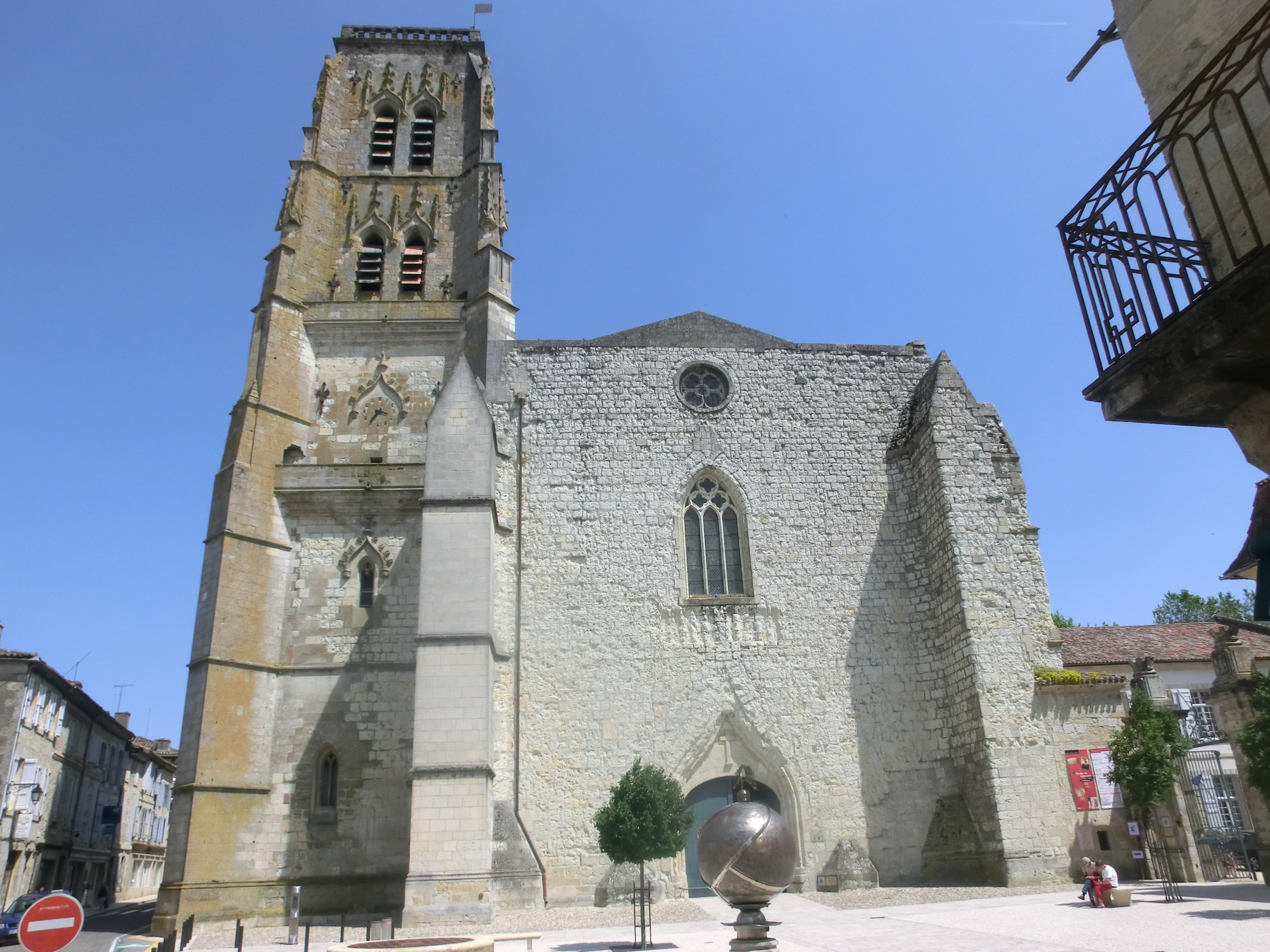
Ehemalige Kathedrale von Lectoure

Die unter das Patrozinium der hll. Gervasius und Protasius gestellte Kathedrale von Lectoure im Département Gers in der Region Okzitanien war von der Spätantike bis zur Französischen Revolution Sitz des Bistums Lectoure, welches jedoch durch das Konkordat von 1801 zwischen Napoleon Bonaparte und Papst Pius VII. aufgelöst und zwischen dem Erzbistum Toulouse und dem Bistum Agen aufgeteilt wurde. Der Kirchenbau ist seit dem Jahr 1912 als Monument historique anerkannt.

## Geschichte

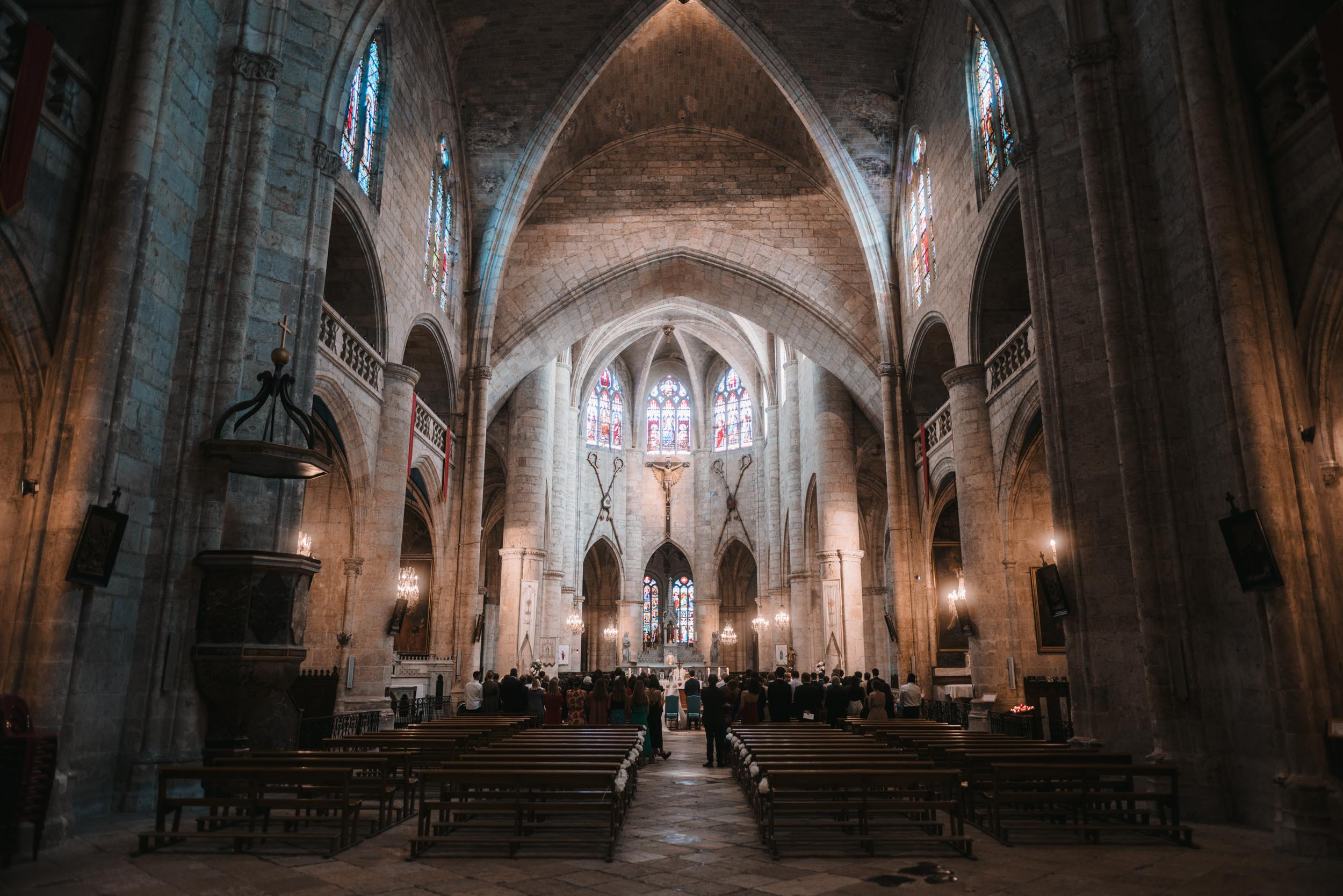
Langhaus und Chor

Ein erster Bischof mit Namen Clarus ist für das Jahr 509 erwähnt. Über eventuelle Vorgängerbauten des heutigen Kirchenbaus bis zum 12. Jahrhundert ist nichts bekannt. Die heutige Kathedrale entstand nach Zerstörungen und in verschiedenen Bauphasen zwischen dem 12. und dem 18. Jahrhundert. Schwere Schäden an der Kathedrale entstanden im Verlauf der Belagerung und der Einnahme der von Jean V. d’Armagnac kontrollierten Stadt durch Truppen des französischen Königs Ludwig XI. im Jahr 1473. Die Westteile der heutigen Kathedrale, vor allem ihr markanter Glockenturm (clocher), stammen aus der Zeit der Restaurierung Ende des 15. Jahrhunderts. Im Jahr 1540 beschloss Bischof Jean de Barton den Neubau des romanischen Chors, doch während der Hugenottenkriege (1562–1598) wurden die Gewölbe und die Südwand der Kirche zerstört; mit dem Wiederaufbau wartete man bis zum Erlass des Edikts von Nantes (1598); der heutige Chor wurde als Umgangschor konzipiert – eine Ausnahme im Süden Frankreichs.

## Architektur
Das etwa 30 m lange, aber nur aus zwei rippengewölbten Jochen bestehende Kirchenschiff wird von neun Seitenkapellen mit darüber befindlichen Emporen stabilisiert und architektonisch bereichert. Die Kirche hat kein Querschiff; stattdessen dominiert ein mächtiger Spitzbogen (Triumphbogen) den Übergang zum spätgotisch wirkenden Chorbereich. Dieser wurde jedoch erst im 18. Jahrhundert vollendet; er ist 24 m lang, 11 m breit, um mehrere Meter höher sowie deutlich eleganter als das Langhaus – die Fenster zeigen Flamboyant-Maßwerk.

## Ausstattung
Zur Ausstattung der Kirche gehört ein Chorgestühl mit 36 Sitzen (stalles) aus dem 17. Jahrhundert; die Glasfenster und die Orgel stammen aus dem 19. Jahrhundert.